# Okres Leuk
Okres Leuk (francouzsky District de Loèche) je jedním ze 14 okresů v kantonu Valais ve Švýcarsku. Administrativním centrem okresu je obec Leuk.

## Seznam obcí
| Znak              | Název obce        | Počet obyvatel (31. 12. 2022) | Rozloha (km²) | Hustota zalidnění (obyv./km²) |
| ----------------- | ----------------- | ----------------------------- | ------------- | ----------------------------- |
| Agarn             | Agarn             | 709                           | 7,65          | 93                            |
| Albinen           | Albinen           | 253                           | 15,56         | 16                            |
| Ergisch           | Ergisch           | 179                           | 29,53         | 6                             |
| Gampel-Bratsch    | Gampel-Bratsch    | 2116                          | 23,04         | 92                            |
| Guttet-Feschel    | Guttet-Feschel    | 437                           | 10,43         | 42                            |
| Inden             | Inden             | 116                           | 9,74          | 12                            |
| Leuk              | Leuk              | 4134                          | 55,15         | 75                            |
| Leukerbad         | Leukerbad         | 1295                          | 67,32         | 19                            |
| Oberems           | Oberems           | 127                           | 50,26         | 3                             |
| Salgesch          | Salgesch          | 1659                          | 11,36         | 146                           |
| Turtmann-Unterems | Turtmann-Unterems | 1160                          | 42,42         | 27                            |
| Varen             | Varen             | 692                           | 12,81         | 54                            |
| Celkem (12)       | Celkem (12)       | 12 877                        | 335,27        | 38                            |